# Peterborough (New Hampshire)
Peterborough ist eine Town im Hillsborough County, New Hampshire in den Vereinigten Staaten. Das U.S. Census Bureau hat bei der Volkszählung 2020 eine Einwohnerzahl von 6.418 ermittelt. Die zentrale Ortschaft hatte zu dem Zeitpunkt 3090 Einwohner. Sie ist als Peterborough Census-designated place (CDP) definiert und liegt am Contoocook River, wo sich U.S. Highway 202 und New Hampshire Route 101 schneiden.

## Geographie
Nach den Angaben des United States Census Bureau hat Peterborough eine Gesamtfläche von 98,7 km², wovon 97,7 km² auf Land und 1,0 km² (= 1,08 %) auf Gewässer entfallen. Peterborough wird durch Nubanusit Brook und Contoocook River entwässert. De höchste Erhebung ist der South Pack Monadnock Mountain im Miller State Park, der eine Höhe von 698 m erreicht.
Das Zentrum Peterboroughs wird durch den gleichnamigen Census-designated place gebildet, in dem knapp die Hälfte der Einwohner lebt. Er hat eine Fläche von 12,4 km², wovon 12,3 km² Landflächen sind und 0,1 km² (= 0,42 %) aus Gewässern bestehen. Weitere Ortschaften in Peterborough sind Drury, Happy Valley, die MacDowell Colony, Noone, das North Village und West Peterborough.

## Geschichte

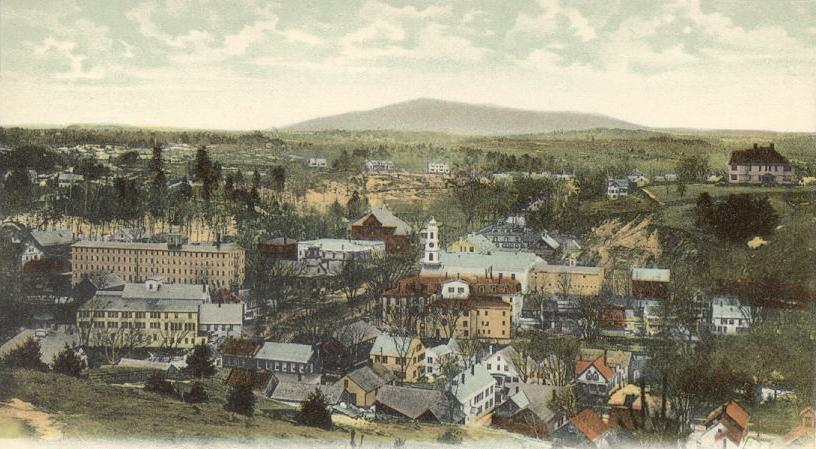
Ansicht aus der Vogelperspektive von 1907

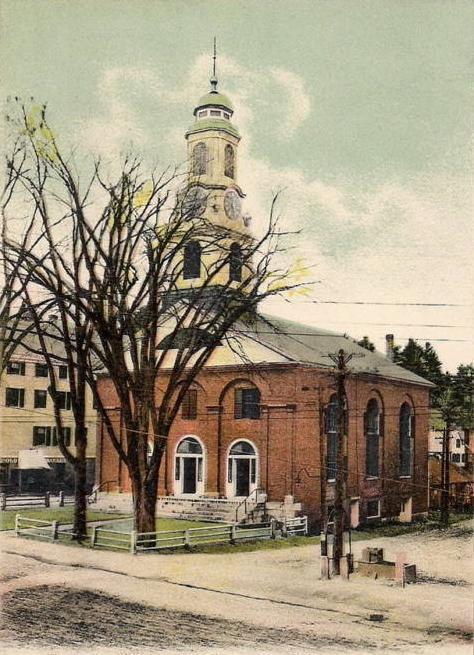
Unitarian Church im Jahr 1906. Erbaut 1825 nach Plänen von Asher Benjamin

Die 1737 durch Massachusetts genehmigte Town wurde erstmals 1749 dauerhaft besiedelt. Während der Franzosen- und Indianerkriege wurde die Stadt mehrmals angegriffen, doch 1759 lebten 50 Familien in dem Gebiet, das von Gouverneur Benning Wentworth am 17. Januar 1760 inkorporiert wurde und nach Lieutenant Peter Prescott (1709–1784) aus Concord, Massachusetts, einem bekannten Landspekulanten, benannt wurde.
Durch die Lage an Contoocook River und Nubanusit Brook mit zahlreichen Standorten für Wassermühlen wurde Peterborough zu einer prosperierenden Stadt. 1810 wurde die erste Fabrik zur Verarbeitung von Baumwolle gegründet. 1859, als die Bevölkerung die Zahl von 2200 überschritten hatte, gab es vier weitere Baumwollfabriken, außerdem eine Wollmühle, zwei Papiermühlen, eine Eisenhütte, eine Maschinenfabrik, eine Kutschenfabrik, eine Korbmanufaktur, einen Hersteller von Trägern und Stützen, eine Fabrik für Stiefel und Schuhe, sieben Sägemühlen und drei Getreidemühlen.

## Demographie
Zum Zeitpunkt des United States Census 2000 bewohnten Peterborough 5883 Personen. Die Bevölkerungsdichte betrug 60,2 Personen pro km². Es gab 2509 Wohneinheiten, durchschnittlich 25,7 pro km². Die Bevölkerung Peterboroughs bestand zu 96,97 % aus Weißen, 0,63 % Schwarzen oder African American, 0,15 % Native American, 1,29 % Asian, 0,03 % Pacific Islander, 0,27 % gaben an, anderen Rassen anzugehören und 0,65 % nannten zwei oder mehr Rassen. 0,83 % der Bevölkerung erklärten, Hispanos oder Latinos jeglicher Rasse zu sein.
Die Bewohner Peterboroughs verteilten sich auf 2346 Haushalte, von denen in 32,6 % Kinder unter 18 Jahren lebten. 51,5 % der Haushalte stellten Verheiratete, 11,2 % hatten einen weiblichen Haushaltsvorstand ohne Ehemann und 34,7 % bildeten keine Familien. 28,8 % der Haushalte bestanden aus Einzelpersonen und in 11,9 % aller Haushalte lebte jemand im Alter von 65 Jahren oder mehr alleine. Die durchschnittliche Haushaltsgröße betrug 2,37 und die durchschnittliche Familiengröße 2,94 Personen.
Die Bevölkerung verteilte sich auf 25,1 % Minderjährige, 5,0 % 18–24-Jährige, 24,8 % 25–44-Jährige, 24,3 % 45–64-Jährige und 20,7 % im Alter von 65 Jahren oder mehr. Der Median des Alters betrug 42 Jahre. Auf jeweils 100 Frauen entfielen 84,0 Männer. Bei den über 18-Jährigen entfielen auf 100 Frauen 77,7 Männer.
Das mittlere Haushaltseinkommen in Peterborough betrug 47.381 US-Dollar und das mittlere Familieneinkommen erreichte die Höhe von 54.375 US-Dollar. Das Durchschnittseinkommen der Männer betrug 42.178 US-Dollar, gegenüber 27.422 US-Dollar bei den Frauen. Das Pro-Kopf-Einkommen belief sich auf 26.154 US-Dollar. 9,1 % der Bevölkerung und 6,4 % der Familien hatten ein Einkommen unterhalb der Armutsgrenze, davon waren 17,0 % der Minderjährigen und 4,7 % der Altersgruppe 65 Jahre und mehr betroffen.

### Peterborough CDP

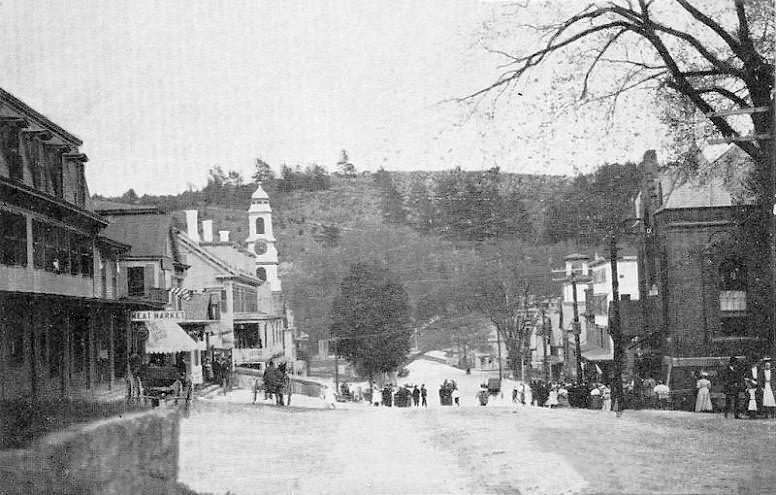
Main Street um 1906

Zum Zeitpunkt des United States Census 2000 bewohnten Peterborough CDP 2944 Personen. Die Bevölkerungsdichte betrug 239,8 Personen pro km². Es gab 1289 Wohneinheiten, durchschnittlich 105 pro km². Die Bevölkerung Peterborough CDPs bestand zu 97,62 % aus Weißen, 0,41 % Schwarzen oder African American, 0,24 % Native American, 0,88 % Asian, 0,03 % Pacific Islander, 0,17 % gaben an, anderen Rassen anzugehören und 0,65 % nannten zwei oder mehr Rassen. 0,78 % der Bevölkerung erklärten, Hispanos oder Latinos jeglicher Rasse zu sein.
Die Bewohner Peterborough CDPs verteilten sich auf 1225 Haushalte, von denen in 28,5 % Kinder unter 18 Jahren lebten. 43,8 % der Haushalte stellten Verheiratete, 12,3 % hatten einen weiblichen Haushaltsvorstand ohne Ehemann und 41,3 % bildeten keine Familien. 34,5 % der Haushalte bestanden aus Einzelpersonen und in 14,4 % aller Haushalte lebte jemand im Alter von 65 Jahren oder mehr alleine. Die durchschnittliche Haushaltsgröße betrug 2,21 und die durchschnittliche Familiengröße 2,88 Personen.
Die Bevölkerung verteilte sich auf 22,7 % Minderjährige, 5,5 % 18–24-Jährige, 25,3 % 25–44-Jährige, 22,1 % 45–64-Jährige und 24,3 % im Alter von 65 Jahren oder mehr. Der Median des Alters betrug 43 Jahre. Auf jeweils 100 Frauen entfielen 79,7 Männer. Bei den über 18-Jährigen entfielen auf 100 Frauen 72,0 Männer.
Das mittlere Haushaltseinkommen in Peterborough CDP betrug 45.313 US-Dollar und das mittlere Familieneinkommen erreichte die Höhe von 53.409 US-Dollar. Das Durchschnittseinkommen der Männer betrug 41.533 US-Dollar, gegenüber 28.333 US-Dollar bei den Frauen. Das Pro-Kopf-Einkommen belief sich auf 26.091 US-Dollar. 11,1 % der Bevölkerung und 7,6 % der Familien hatten ein Einkommen unterhalb der Armutsgrenze, davon waren 23,7 % der Minderjährigen und 8,5 % der Altersgruppe 65 Jahre und mehr betroffen.

## Bildung
Die öffentlichen Schulen gehören zum Contoocook Valley School District, der aus insgesamt elf Schulen und einem Zentrum für angewandte Technologie besteht. In Peterborough befinden sich:
- die 1970 erbaute Contoocook Valley Regional High School für etwa 1350 Schüler.
- die 1989 gegründete South Meadow School, sie trug ursprünglich den Namen Peterborough Middle School.
- die Peterborough Elementary School für etwa 300 Schüler
- The Well School, die 1967 gegründete einzige Privatschule für etwa 200 Schüler von der Vorschule bis zur 12. Klasse

## Wirtschaft
Peterborough ist Sitz einer der ältesten noch bestehenden Korbmanufakturen in den Vereinigten Staaten. Die Peterboro Basket Company ist seit 1854 in Betrieb. Ebenfalls den Firmensitz hat hier das Unternehmen Eastern Mountain Sports, das mit Outdoorbekleidung uns -ausrüstung handelt.

## Kultur

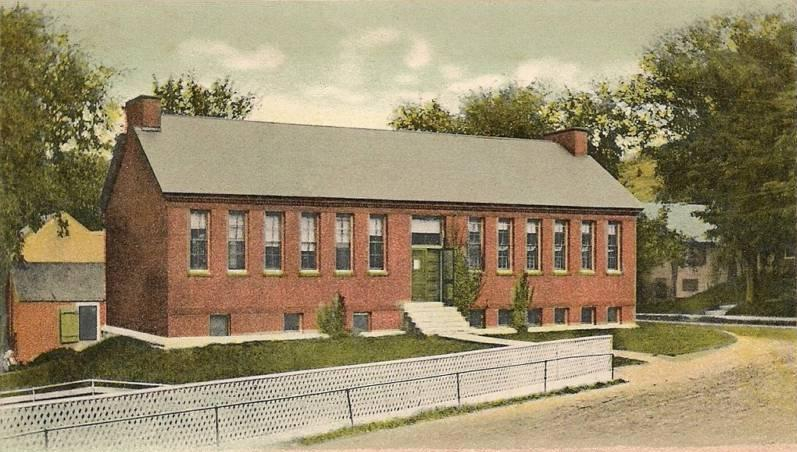
Town Library im Jahr 1906

In einem ländlichen Teil Peterboroughs wurde 1907 von Edward MacDowell die MacDowell Colony gegründet, eine Künstlerkolonie.
Die Peterborough Town Library ist die älteste durch Steuern unterstützte Bibliothek in den Vereinigten Staaten. Sie wurde am 9. April 1833 durch den unitarischen Pfarrer Abiel Abbot gegründet. Die ursprüngliche Sammlung bestand aus 100 Bänden und war wie das Postamt in Smith and Thompson’s General Store untergebracht. Sie siedelte später in das Rathaus über und erhielt 1893 ein eigenes Gebäude, das der anerkannte Brückeningenieur George Shattuck Morison plante. In der Gegenwart hat die Bibliothek einen Bestand von mehr als 50.000 Bänden.
Das Haus von Moses Cheney in Peterborough war Mitte des 19. Jahrhunderts Station der Underground Railroad. Frederick Douglass hielt sich hier eine Zeit auf. Moses Cheneys Sohn Oren B. Cheney gründete 1855 das Bates College und dessen Sohn Person C. Cheney war US-Senator.
Die Peterborough Players treten seit 1933 auf, wobei unter anderen auch James Whitmore und Sam Huntington tätig waren.
New Hampshires älteste durchgehend aktive Bürgerwehr, die heute in Lyndeborough beheimatete Lafayette Artillery Company, wurde 1804 in Peterborough gegründet. Seit Beginn des 20. Jahrhunderts sind die ursprünglich in Manchester gebildeten Amoskeag Veterans in Peterborough beheimatet.
Die Stadt diente neben Jaffrey und Dublin als Modell für das Schauspiel Unsere kleine Stadt des Dramatikers Thornton Wilder, das dieser verfasste, als er sich in der MacDowell Colony aufhielt. Der Name der fiktionalen Stadt Grover’s Corners wurde von ihm offensichtlich durch Peterboroughs Grove Street inspiriert.
Der Film The Sensation of Sight wurde vollständig in Peterborough gedreht.

## Persönlichkeiten

### Söhne und Töchter
- Francis Joseph Christian (* 1942), römisch-katholischer Geistlicher, emeritierter Weihbischof in Manchester
- Sam Huntington (* 1982), Schauspieler
- James Miller (1776–1851), Kongressabgeordneter und General
- Jeremiah Smith (1759–1842), Jurist und Politiker
- Robert Smith (1802–1867), Kongressabgeordneter
- Samuel Smith (1765–1842), Fabrikant und Kongressabgeordneter
- Isaac D. White (1901–1990), General der US Army
- James Wilson I (1766–1839), Kongressabgeordneter
- James Wilson II (1797–1881), Kongressabgeordneter
- John Wilson (1777–1848), Kongressabgeordneter

### Weitere nennenswerte Bewohner
- Charles Bass (* 1952), Kongressabgeordneter
- Perkins Bass (1912–2011), Kongressabgeordneter
- Robert P. Bass (1873–1960), Farmer, Forstfachmann und Gouverneur
- Jotham Blanchard, Rechtsanwalt, Zeitungsherausgeber und Politiker
- Moses Cheney, Abolitionist, Drucker und Abgeordneter
- Frank Gay Clarke (1850–1901), Kongressabgeordneter
- Person Colby Cheney (1828–1901), Fabrikant, Abolitionist und Politiker
- Matt Deis, Musiker
- Charles Franklin Hildebrand, Journalist
- Paul Maher, Jr., Autor
- Walter R. Peterson (1922–2011), Politiker
- John Hardy Steele (1789–1865), Mechaniker, Fabrikant und Politiker